# Альфред Райзенауер
Альфред Райзенауер (нім. Alfred Reisenauer; 1 листопада 1863, Кенігсберг — 3 жовтня 1907, Лієпая) — німецький піаніст і музичний педагог.

## Біографія
Навчався в своєму рідному місті у Луїса Келера, потім починаючи з 1876 року займався у Веймарі у Ференца Ліста; Ліст схвалив оркестровку Третього Мефісто-вальсу здійснену Райзенауером. У 1881 році вперше виступив з концертом в Римі. Потім протягом року вивчав право в Лейпцизькому університеті, проте відмовився від кар'єри юриста і повернувся до виконавства.
Інтенсивно гастролював по всьому світу. Рецензент «Нью-Йорк таймс» відгукувався про сольний виступ Райзенауера як про «абсолютно чудовий», особливо відзначаючи його виконання концерту Моцарта, проте дав різко негативну оцінку участі піаніста в камерному ансамблі (з Квартетом Кнайзеля), оскільки темперамент не дозволяв йому стримати запал і на рівних співпрацювати з партнерами по ансамблю. Рівночасно Бернард Шоу вважав, що властивий Райзенауеру надлишок технічної майстерності змушує темп тріумфувати над думкою. Особливо масштабними були гастролі Райзенауера по Російській імперії: на межі 1880—90-х рр. він, як стверджував його імпресаріо, дав в Росії більше 300 концертів. Всього ж, за деякими відомостями, Райзенауер протягом всієї кар'єри виступив більш ніж у 2000 концертах. 10 квітня 1905 року він записав для фірми Welte-Mignon десять п'єс.

З 1885 року викладав в Зондерсгаузені, з 1900 року професор Лейпцизької консерваторії. Серед його учнів, зокрема, був український піаніст та композитор Сергій Борткевич, який згадував згодом:
Рейзенауер був фортеп'янним генієм. Він не потребував виснажливих вправ, майстерність приходило до нього як би сама собою... Він дуже мало навчав і говорив про технічні проблеми.
Борткевич присвятив пам'яті «мого дорогого вчителя Альфреда Райзенауера» Десять етюдів тв. 15 (1911). У Райзенауера навчався також Зіґфрід Карг-Елерт.
Помер від розриву серця в ході гастрольного туру, незадовго до концерту. За твердженням дослідників, життя Райзенауера було обірване внаслідок важкого захоплення спиртними напоями.